# Hoogovenstoernooi 1961
Het Hoogovenstoernooi 1961 was een schaaktoernooi dat plaatsvond in het Nederlandse Beverwijk. Het werd gewonnen door Bent Larsen en Borislav Ivkov.

## Eindstand
| Nr.   | Speler              | Punten |
| ----- | ------------------- | ------ |
| Goud  | Bent Larsen         | 7½     |
| Goud  | Borislav Ivkov      | 7½     |
| Brons | Wolfgang Uhlmann    | 5½     |
| 4     | Friðrik Ólafsson    | 5      |
| 5     | Carel van den Berg  | 4½     |
| 6     | Ernö Gereben        | 4      |
| 7     | Theo van Scheltinga | 3½     |
| 8     | Ernst Grünfeld      | 3      |
| 9     | Johannes Donner     | 2½     |
| 10    | Johan Barendregt    | 2      |